# Pediobius alcaeus
Pediobius alcaeus  (лат.) — вид паразитических наездников рода Pediobius из семейства Eulophidae (Chalcidoidea) отряда перепончатокрылые насекомые. Северная Америка (США) и Европа, в том числе, Россия (Московская область, Санкт-Петербург, Камчатка). Переднеспинка с шейкой, отграниченной килем (поперечным гребнем). Щит среднеспинки с развитыми изогнутыми парапсидальными бороздками. Среди первичных хозяев бабочки Lithocolletis sp., Phyllonorycter sp., двукрылые Rabdophaga salicis (Cecidomyiidae). Обнаружены на растениях следующих видов: 
Acer platanoides, Acer pseudoplatanus (Aceraceae), Alnus sp., Alnus glutinosa, Betula sp., Betula verrucosa, Carpinus betulus, Corylus avellana,  (Betulaceae), Fagus sp., Fagus sylvatica, Castanea sativa, Quercus sp., Quercus petraea, Quercus robur (Fagaceae), Crataegus laevigata, Malus pumila, Malus sylvestris, Prunus padus, Sorbus aucuparia, Sorbus intermedia (Rosaceae), Salix sp., Salix caprea, Salix cinerea, Salix nigricans, Salix purpurea, Salix viminalis (Salicaceae), Ulmus sp. (Ulmaceae).